# Lyconus pinnatus
Lyconus pinnatus är en fiskart som beskrevs av Günther, 1887. Lyconus pinnatus ingår i släktet Lyconus och familjen kummelfiskar. Inga underarter finns listade i Catalogue of Life.